# مارينا لازاروفسكا
مارينا لازاروفسكا مواليد 29 يوليو 1978 في جمهورية يوغوسلافيا الاشتراكية الاتحادية، هي لاعبة كرة مضرب مقدونية سابقة. أعلى تصنيف لها في الفردي كان المركز الـ 362 في سنة 2000. أعلى تصنيف لها في الزوجي كان المركز الـ 302 في سنة 1999.

## روابط خارجية
- مارينا لازاروفسكا على موقع رابطة محترفات التنس (الإنجليزية)
- مارينا لازاروفسكا على موقع الاتحاد الدولي لكرة المضرب (الإنجليزية)
- مارينا لازاروفسكا على موقع كأس بيلي جين كينغ (الإنجليزية)
- مارينا لازاروفسكا على موقع خلاصة التنس.كوم (الإنجليزية)